# Kristers Kudlis
Kristers Kudlis (* 25. November 2006 in Riga) ist ein lettischer Leichtathlet, der im Mittel- und Langstreckenlauf an den Start geht.

## Sportliche Laufbahn
Erste internationale Erfahrungen sammelte Kristers Kudlis im Jahr 2022, als er bei den U18-Europameisterschaften in Jerusalem in 3:56,69 min den achten Platz im 1500-Meter-Lauf belegte. Anschließend gelangte er beim Europäischen Olympischen Jugendfestival (EYOF) in Banská Bystrica mit 4:08,87 min auf den zehnten Platz. Im Jahr darauf wurde er beim EYOF in Maribor in 3:58,97 min Elfter und im Dezember gelangte er bei den Crosslauf-Europameisterschaften in Brüssel nach 18:06 min auf den 60. Platz im U20-Rennen. 2024 schied er bei den U20-Weltmeisterschaften in Lima mit 3:55,99 min in der Vorrunde über 1500 Meter aus und im Dezember wurde er bei den Crosslauf-Europameisterschaften in Antalya in 15:00 min 59. im U20-Rennen. Im Jahr darauf gewann er bei den U20-Europameisterschaften in Tampere in 8:45,56 min die Silbermedaille im 3000-Meter-Lauf und kam über 5000 Meter nicht ins Ziel. Zudem begann er ein Studium an der University of Georgia in den Vereinigten Staaten.
In den Jahren 2023 und 2024 wurde Kudlis lettischer Meister im 5-km-Straßenlauf sowie 2024 über die Meile und 2023 im 10.000-Meter-Lauf.

## Persönliche Bestleistungen
- 800 Meter: 1:53,36 min, 30. Juni 2024 in Valmiera
  - 800 Meter (Halle): 1:51,36 min, 16. Februar 2025 in Valmiera (lettischer U20-Rekord)
  - 1000 Meter (Halle): 2:26,31 min, 25. Januar 2025 in Spała (lettischer U20-Rekord)
- 1500 Meter: 3:44,59 min, 24. Mai 2025 in Bury St Edmunds (lettischer U20-Rekord)
  - 1500 Meter (Halle): 3:48,84 min, 22. Februar 2025 in Riga (lettischer U20-Rekord)
  - 3000 Meter (Halle): 8:12,12 min, 1. Februar 2025 in Riga (lettischer U20-Rekord)
- 5000 Meter: 14:16,66 min, 8. Juni 2025 in Vilnius
- 10.000 Meter: 32:25,55 min, 13. Mai 2023 in Valka
- 5-km-Straßenlauf: 14:46 min, 7. Mai 2023 in Riga